# Ввод войск в Чехословакию (1968)

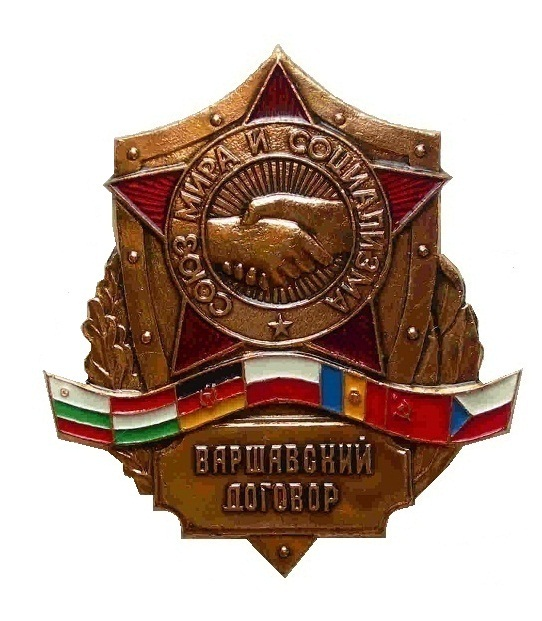
Знак «Союз мира и социализма», Организация Варшавского договора

Ввод войск в Чехослова́кию, также известный как опера́ция «Дуна́й» или вторже́ние в Чехослова́кию, — ввод войск Варшавского договора (кроме Румынии) в Чехословакию, начавшийся 21 августа 1968 года и положивший конец реформам Пражской весны.
Наиболее крупный контингент войск был выделен от СССР. Объединённой группировкой (до 500 тысяч человек и 5 тысяч танков и БТР) командовал генерал армии И. Г. Павловский.

## Предыстория

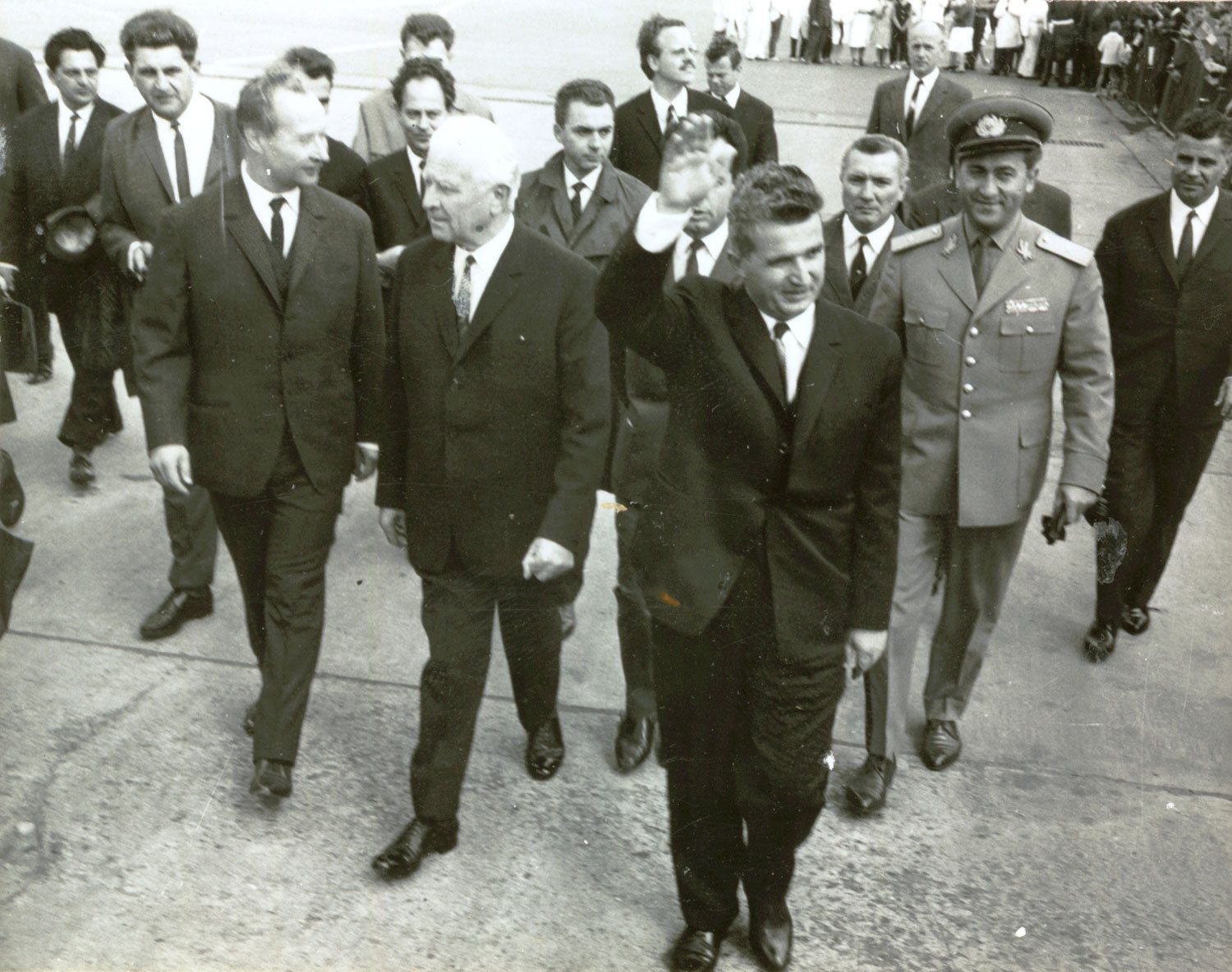
Николае Чаушеску (в центре) и Людвик Свобода (слева) в августе 1968 года во время визита в Чехословакию. Александр Дубчек — в первом ряду, первый слева. Чаушеску был в то время противником вторжения стран Варшавского договора в Чехословакию

Советское руководство опасалось, что в случае проведения чехословацкими коммунистами независимой от Москвы внутренней политики СССР потеряет контроль над Чехословакией. Подобный поворот событий грозил расколом восточноевропейского социалистического блока как в политическом, так и военно-стратегическом плане. Политика ограниченного государственного суверенитета в странах социалистического блока, допускающая в том числе применение военной силы, если это было необходимо, получила на Западе название «доктрины Брежнева».
В конце марта 1968 года ЦК КПСС разослал партийному активу закрытую информацию о положении в Чехословакии. В этом документе говорилось: «…в последнее время события развиваются в отрицательном направлении. В Чехословакии ширятся выступления безответственных элементов, требующих создать „официальную оппозицию“, проявлять „терпимость“ к различным антисоциалистическим взглядам и теориям. Неправильно освещается прошлый опыт социалистического строительства, выдвигаются предложения об особом чехословацком пути к социализму, который противопоставляется опыту других социалистических стран, делаются попытки бросить тень на внешнеполитический курс Чехословакии и подчёркивается необходимость проведения „самостоятельной“ внешней политики. Раздаются призывы к созданию частных предприятий, отказу от плановой системы, расширению связей с Западом. Более того, в ряде газет, по радио и телевидению пропагандируются призывы „к полному отделению партии от государства“, к возврату ЧССР к буржуазной республике Масарика и Бенеша, превращению ЧССР в „открытое общество“ и другие…»
23 марта в Дрездене состоялась встреча руководителей партий и правительств шести социалистических стран — СССР, Польши, ГДР, Болгарии, Венгрии и ЧССР, на которой генеральный секретарь КПЧ Александр Дубчек был подвергнут резкой критике.
После совещания в Дрездене советское руководство приступило к разработке вариантов действий в отношении Чехословакии, в том числе и военных мер. Руководители ГДР (В. Ульбрихт), Болгарии (Т. Живков) и Польши (В. Гомулка) занимали жёсткую позицию и в определённой мере влияли на советского руководителя Л. Брежнева.
По словам Альфреда Гапоненко, советская сторона готовилась к удару «во фланг войскам НАТО», которые, по его версии, проводили у границ ЧССР манёвры под кодовым названием «Чёрный лев».

### Разработка оперативного плана операции «Дунай»
Учитывая складывавшуюся военно-политическую обстановку, весной 1968 года объединённое командование Варшавского договора совместно с Генеральным штабом ВС СССР разработало операцию под кодовым названием «Дунай».
8 апреля 1968 года командующий воздушно-десантными войсками генерал Василий Маргелов получил директиву, согласно которой приступил к планированию применения воздушных десантов на территории ЧССР. В директиве говорилось: «Советский Союз и другие социалистические страны, верные интернациональному долгу и Варшавскому договору, должны ввести свои войска для оказания помощи Чехословацкой народной армии в защите Родины от нависшей над ней опасности». В документе подчёркивалось также: «…если войска Чехословацкой народной армии с пониманием отнесутся к появлению советских войск, в этом случае необходимо организовать с ними взаимодействие и совместно выполнять поставленные задачи. В случае, если войска ЧНА будут враждебно относиться к десантникам и поддержат консервативные силы, тогда необходимо принимать меры к их локализации, а при невозможности этого — разоружать».

### Давление на Александра Дубчека
В течение апреля-мая советские лидеры пытались «образумить» Александра Дубчека, привлечь его внимание к опасности действий антисоциалистических сил. В конце апреля в Прагу прибыл маршал Иван Якубовский, главнокомандующий Объединёнными вооружёнными силами стран — участниц Варшавского договора для подготовки учений войск стран Варшавского договора на территории ЧССР.
4 мая прошла встреча Брежнева с Дубчеком в Москве, но на ней не удалось достичь взаимопонимания.

### Первая встреча лидеров стран — участниц ОВД
8 мая в Москве прошла закрытая встреча лидеров СССР, Польши, ГДР, Болгарии и Венгрии, во время которой состоялся откровенный обмен мнениями о мерах в связи с обстановкой в Чехословакии. Уже тогда прозвучали предложения о военном решении. Однако при этом лидер Венгрии Я. Кадар, ссылаясь на опыт 1956 года, заявил, что чехословацкий кризис нельзя решить военными средствами и необходимо искать политическое решение.

### Учения войск стран Варшавского договора «Шумава»
В конце мая правительство ЧССР дало согласие на проведение учений войск стран Варшавского договора под названием «Шумава», которые состоялись 20 — 30 июня с привлечением только штабов частей, соединений и войск связи. С 20 по 30 июня на территорию Чехословакии впервые за всю историю военного блока социалистических стран было введено 16 тысяч человек личного состава. С 23 июля по 10 августа 1968 года на территории СССР, ГДР и Польши были проведены тыловые учения «Неман», в период которых шла передислокация войск для их ввода в Чехословакию. С 11 августа 1968 года были проведены крупные учения войск ПВО «Небесный щит». На территории Западной Украины, Польши и ГДР были проведены учения войск связи.
29 июля — 1 августа прошла встреча в Чьерне-над-Тисой, в которой участвовали полные составы Политбюро ЦК КПСС и Президиум ЦК КПЧ вместе с президентом Л. Свободой. Чехословацкая делегация на переговорах в основном выступала единым фронтом, но особой позиции придерживался Василь Биляк. Тогда же поступило личное письмо кандидата члена Президиума ЦК КПЧ Антонина Капека с просьбой об оказании его стране «братской помощи» соцстран.
В конце июля была завершена подготовка военной операции в Чехословакии, но ещё не было принято окончательное решение о её проведении. 3 августа 1968 г. состоялась встреча руководителей шести коммунистических партий в Братиславе. В принятом в Братиславе заявлении содержалась фраза о коллективной ответственности в деле защиты социализма. В Братиславе Брежневу было передано письмо пяти членов руководства КПЧ — Биляка, Индры, Капека, Кольдера, Швестки с просьбой об оказании «действенной помощи и поддержки», чтобы вырвать ЧССР «из грозящей опасности контрреволюции».
В середине августа Брежнев дважды звонил Дубчеку и спрашивал, почему не происходят обещанные в Братиславе кадровые перестановки, на что Дубчек отвечал, что кадровые дела решаются коллективно, пленумом ЦК партии.
Из интервью дипломата Валентина Фалина журналу «Итоги», в 1966—1968 годах возглавлявшего 2-й Европейский (британский) отдел МИД СССР:
Задержусь на Пражской весне. Он [Л. И. Брежнев] поручил помощникам Александрову-Агентову, Блатову, а также мне обобщать все поступавшие материалы, равно как и отклики в прессе на развитие ситуации в ЧССР и дважды в день докладывать ему наши оценки. Нередко Леонид Ильич заходил к нам в небольшую комнату вблизи его кабинета и иронически спрашивал: «Все колдуете?» Мы настойчиво повторяли, что издержек от силового вмешательства будет больше, чем прибыли. В ответ обычно слышалось: «Вы не всё знаете». Действительно, нам не было известно, например, что 16 августа, то есть за четверо суток до нашего вторжения в ЧССР, Брежневу звонил Дубчек и просил ввести советские войска. Как бы чехи ни старались замолчать данный факт, запись телефонного разговора хранится в архиве..
16 августа в Москве на заседании Политбюро ЦК КПСС состоялось обсуждение положения в Чехословакии и были одобрены предложения о вводе войск. Тогда же было принято письмо Политбюро ЦК КПСС в адрес Президиума ЦК КПЧ. 17 августа советский посол С. Червоненко встретился с президентом Чехословакии Л. Свободой и сообщил в Москву, что в решающий момент президент будет вместе с КПСС и Советским Союзом. В тот же день группе «здоровых сил» в КПЧ были направлены подготовленные в Москве материалы для текста Обращения к чехословацкому народу. Планировалось, что они создадут Революционное рабоче-крестьянское правительство. Был заготовлен и проект обращения правительств СССР, ГДР, Польши, Болгарии и Венгрии к народу Чехословакии, а также к чехословацкой армии.

### Вторая встреча лидеров стран — участниц ОВД
18 августа в Москве состоялась встреча лидеров СССР, ГДР, Польши, Болгарии и Венгрии. Были согласованы соответствующие мероприятия, в том числе выступление «здоровых сил» КПЧ с просьбой о военной помощи. В послании президенту Чехословакии Свободе от имени участников совещания в Москве в качестве одного из главных доводов отмечалось получение просьбы об оказании помощи вооружёнными силами чехословацкому народу от «большинства» членов Президиума ЦК КПЧ и многих членов правительства Чехословакии.

## Операция
Политической целью операции была смена политического руководства страны и установление в Чехословакии лояльного СССР режима. Войска должны были захватить важнейшие объекты в Праге, сотрудники КГБ должны были арестовать чешских реформаторов, а затем было запланировано проведение Пленума ЦК КПЧ и сессии Национального собрания, где должно было смениться высшее руководство. При этом большая роль отводилась президенту Свободе. Политическое руководство операцией в Праге осуществлял член Политбюро ЦК КПСС К. Мазуров.
Военную подготовку операции осуществлял главнокомандующий Объединёнными вооружёнными силами стран Варшавского договора маршал И. И. Якубовский, однако за несколько дней до начала операции её руководителем был назначен главнокомандующий Сухопутными войсками, заместитель министра обороны СССР, генерал армии И. Г. Павловский.
На первом этапе основная роль отводилась Воздушно-десантным войскам. Войска противовоздушной обороны, Военно-морской флот и Ракетные войска стратегического назначения СССР приводились в повышенную боеготовность.
К 20 августа была подготовлена группировка войск, первый эшелон которой насчитывал до 250 000 человек, а общее количество — до 500 000 человек, около 5 000 танков и бронетранспортёров. Для осуществления операции привлекались 26 дивизий, из них 18 советских, не считая авиации. Во вторжении принимали участие войска советских 1-й гвардейской танковой, 20-й гвардейской общевойсковой, 16-й воздушной армий (Группа советских войск в Германии), 11-й гвардейской армии (Прибалтийский военный округ), 28-й общевойсковой армии (Белорусский военный округ), 13-й и 38-й общевойсковых армий (Прикарпатский военный округ) и 14-й воздушной армии (Одесский военный округ). Были сформированы Прикарпатский и Центральный фронты:
- Прикарпатский фронт был создан на основе управления и войск Прикарпатского военного округа и нескольких польских дивизий. В его состав вошли четыре армии: 13-я, 38-я общевойсковые, 8-я гвардейская танковая и 57-я воздушная. При этом 8-я гвардейская танковая армия и часть сил 13-й армии начали перемещение в южные районы Польши, где в их состав были дополнительно включены польские дивизии. Командующий генерал-полковник Бисярин Василий Зиновьевич.
- Центральный фронт был сформирован на базе управления Прибалтийского военного округа с включением в него войск Прибалтийского военного округа, Группы советских войск в Германии и Северной группы войск, а также отдельных польских и восточногерманских дивизий. Этот фронт был развёрнут в ГДР и Польше. В состав Центрального фронта входили 11-я и 20-я гвардейские общевойсковые и 37-я воздушная армии.

Также для прикрытия действующей группировки в Венгрии был развёрнут Южный фронт. Кроме этого фронта, на территории Венгрии была развёрнута для ввода в Чехословакию оперативная группа «Балатон» (две советские дивизии, а также болгарские и венгерские подразделения).
В целом численность введённых в Чехословакию войск составляла:
- СССР — 18 мотострелковых, танковых и воздушно-десантных дивизий, 22 авиационных и вертолётных полка, около 170 000 человек;
- Польша — 5 пехотных дивизий, до 40 000 человек;
- ГДР — мотострелковая и танковая дивизии, всего до 15 000 человек (по публикациям в прессе[1], от ввода частей ГДР в Чехословакию в последний момент было решено отказаться, они играли роль резерва на границе, а в Чехословакии находилась оперативная группа ННА ГДР из нескольких десятков военнослужащих);
- Венгрия — 8-я мотострелковая дивизия, отдельные части, всего 12 500 человек;
- Болгария — 12-й и 22-й болгарские мотострелковые полки, общей численностью 2164 чел. и один болгарский танковый батальон, имевший на вооружении 26 машин Т-34.

Дата ввода войск была назначена на вечер 20 августа, когда проводилось заседание Президиума ЦК КПЧ. Утром 20 августа 1968 года офицерам был зачитан секретный приказ о формировании главного командования «Дунай». Главкомом был назначен генерал армии И. Г. Павловский, чья ставка была развёрнута в южной части Польши. Ему подчинялись оба фронта (Центральный и Прикарпатский) и оперативная группа «Балатон», а также две гвардейские воздушно-десантные дивизии. В первый день операции для обеспечения высадки десантных дивизий в распоряжение Главкома «Дунай» выделялось пять дивизий военно-транспортной авиации.

### Роль КГБ СССР
По данным доклада Василия Митрохина, специально отобранные и обученные сотрудники КГБ СССР были отправлены в Чехословакию под видом туристов, журналистов, бизнесменов и студентов, снабжённых фальшивыми паспортами Западной Германии, Австрии, Великобритании, Швейцарии и Мексики в надежде, что чешские диссиденты с большей готовностью доверятся западным людям. Их роль заключалась как в проникновении в реформистские круги, такие как Союз писателей, радикальные журналы, университеты и политические группировки, так и в активных мероприятиях по очернению репутации диссидентов. В частности, агенты КГБ создавали  тайники с американским оружием и фальшивыми документами, демонстрирующими якобы существующий американский план свержения пражского режима. Эти тайники послужили в дальнейшем одним из оправданий советского вторжения в Чехословакию.
Как и в ходе вторжения в Венгрию в 1956 году, в ходе ввода войск в Чехословакию вместе с соединениями СА в страну входили части погранвойск КГБ, которые несли контрольно-пропускную и заградительную службу в тылу наступающих сил, а также выполняли задачи по овладению важными объектами и взятию под контроль государственной границы Чехословакии, особенно на австрийской и немецкой границе, — введённые части ПВ КГБ находились в стране до конца сентября 1968 года, пока под непосредственным руководством КГБ не была сформирована обновлённая пограничная служба ЧССР, которая сменила на границе советских пограничников.

### Хронология событий

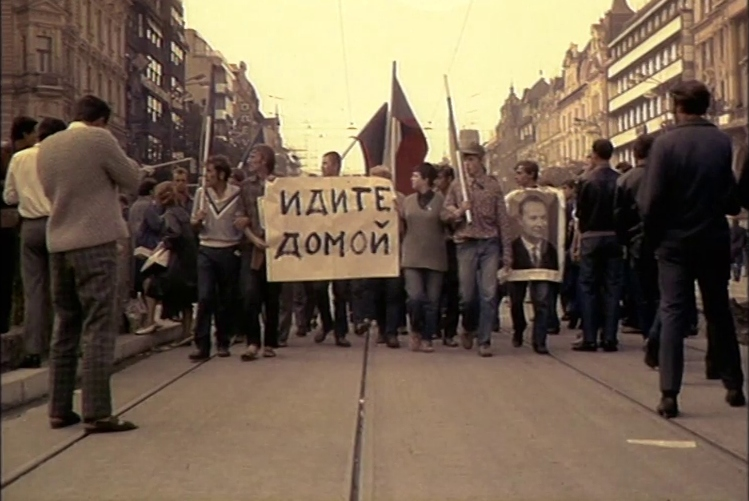
Протесты в Праге против советского военного присутствия, протестующие с транспарантом по-русски: «Идите домой!»

В 22 часа 15 минут 20 августа в войска поступил сигнал «Влтава-666» о начале операции. В 23:00 20 августа в войсках, предназначенных для вторжения, была объявлена боевая тревога. По каналам закрытой связи всем фронтам, армиям, дивизиям, бригадам, полкам и батальонам был передан сигнал на выдвижение. По этому сигналу все командиры должны были вскрыть один из пяти хранящихся у них секретных пакетов (операция была разработана в пяти вариантах), а четыре оставшихся в присутствии начальников штабов сжечь, не вскрывая. Во вскрытых пакетах содержался приказ на начало операции «Дунай» и на продолжение боевых действий в соответствии с планами «Дунай-Канал» и «Дунай-Канал-Глобус».
Заранее были разработаны «Распоряжения по взаимодействию на операцию „Дунай“». На боевую технику, участвовавшую во вторжении, были нанесены белые полосы. Вся боевая техника советского и союзного производства без белых полос подлежала «нейтрализации», желательно без стрельбы. В случае сопротивления бесполосные танки и другая боевая техника подлежали уничтожению без предупреждения и без команд сверху. При встрече с войсками НАТО было приказано немедленно останавливаться и без команды не стрелять.
Ввод войск осуществлялся в 18 местах с территории ГДР, ПНР, СССР и ВНР. В Прагу вступили части 20-й Гвардейской армии из Группы советских войск в Германии (генерал-лейтенант Иван Леонтьевич Величко), которые установили контроль над основными объектами столицы Чехословакии. Одновременно в Праге и Брно были высажены две советские воздушно-десантные дивизии.

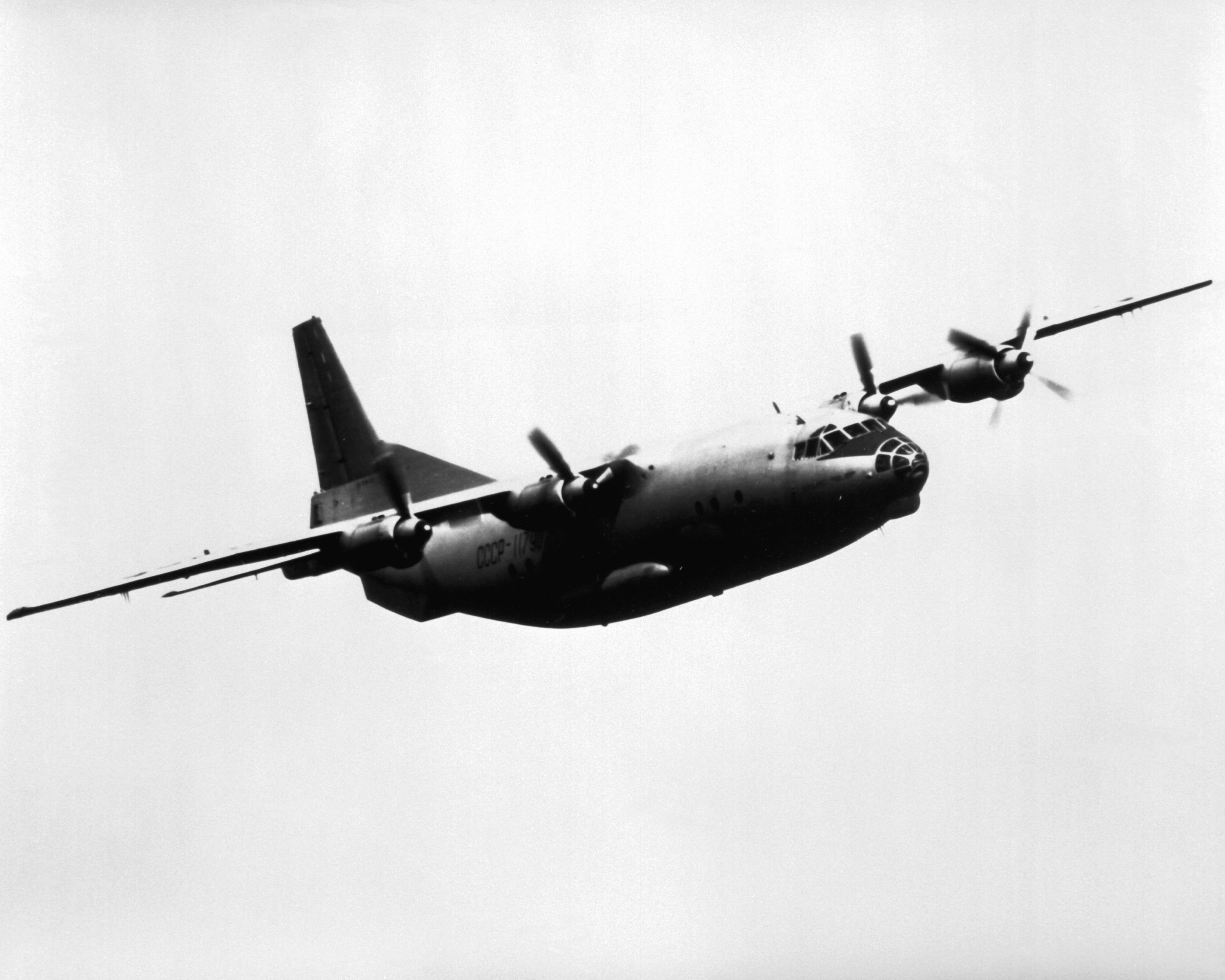
Советский военно-транспортный самолёт Ан-12

В 2 часа ночи 21 августа на аэродроме «Рузине» в Праге высадились передовые подразделения 7-й воздушно-десантной дивизии. Они блокировали основные объекты аэродрома, куда стали приземляться советские Ан-12 с десантом и боевой техникой.

Захват аэродрома был произведён с помощью обманного манёвра: подлетавший к аэродрому советский пассажирский самолёт Ан-24 запросил вынужденную посадку из-за якобы повреждения на борту. После разрешения и посадки десантники с самолёта захватили диспетчерскую башню аэропорта и обеспечили посадку десантных самолётов. (Более подробно о действиях 7-й воздушно-десантной дивизии можно узнать в интервью с её тогдашним командующим Львом Гореловым.)
При известии о вторжении в кабинете Дубчека в ЦК КПЧ срочно собрался Президиум КПЧ. Большинство — 7 против 4 — проголосовали за заявление Президиума, осуждающее вторжение. Только члены Президиума Кольдер, Биляк, Швестка и Риго выступили по первоначальному плану. Барбирек и Пиллер поддержали Дубчека и О. Черника. Расчёт же советского руководства был на перевес «здоровых сил» в решающий момент — 6 против 5. В заявлении также содержался призыв к срочному созыву партийного съезда.
К 4:30 ночи 21 августа здание ЦК было окружено советскими войсками и бронетехникой, в здание ворвались советские десантники и арестовали присутствовавших. Несколько часов Дубчек и другие члены ЦК провели под контролем десантников.

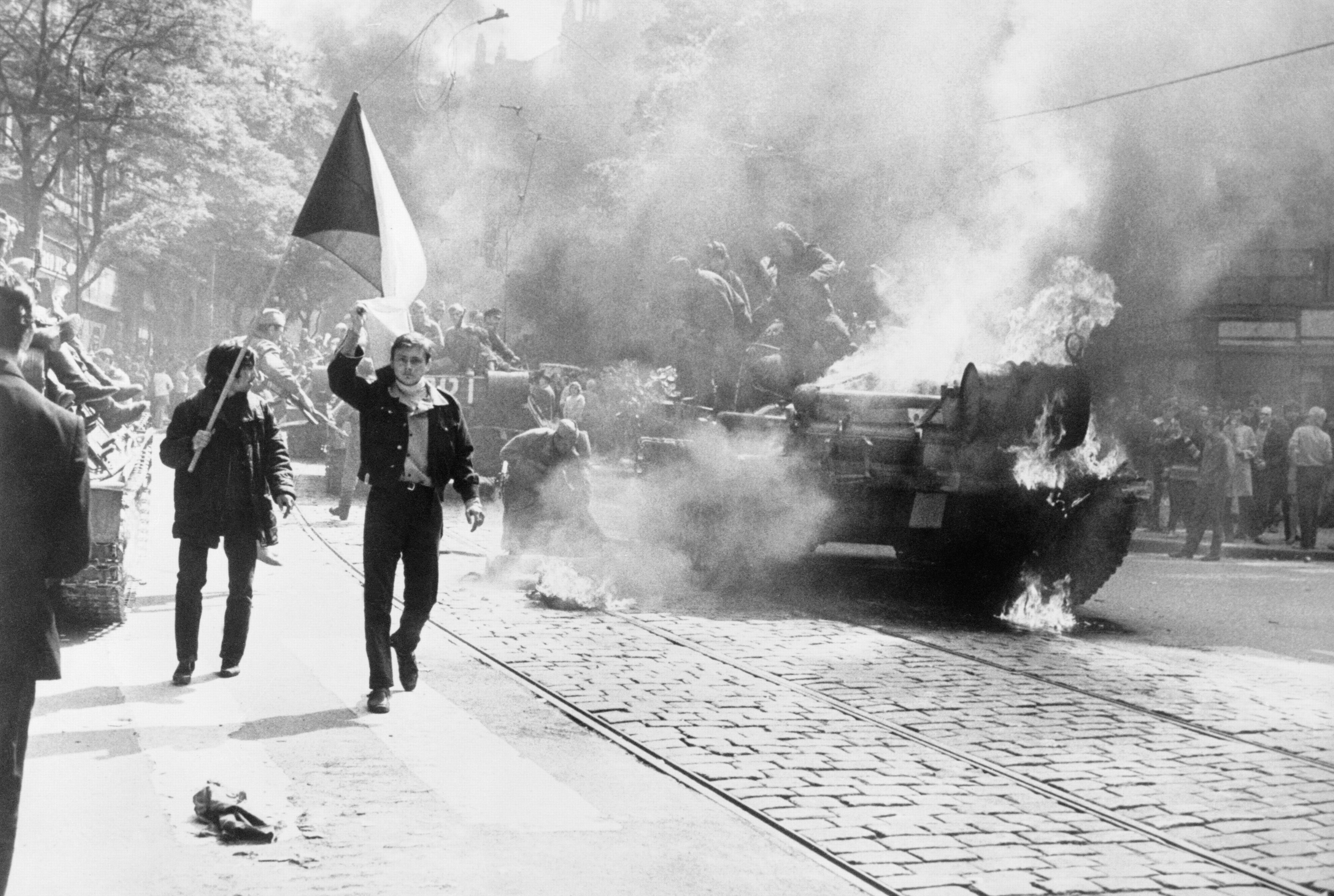
Демонстрация в Праге против оккупации, горит советский танк

В 5:10 ночи 21 августа высадилась разведывательная рота 350-го гвардейского парашютно-десантного полка и отдельная разведрота 103-й воздушно-десантной дивизии. В течение 10 минут они захватили аэродромы Туржаны и Намешть, после чего началась спешная высадка основных сил. По словам очевидцев, транспортные самолёты совершали посадку на аэродромы один за другим. Десант спрыгивал, не дожидаясь полной остановки. К концу взлётно-посадочной полосы самолёт оказывался уже пуст и тут же набирал ход для нового взлёта. С минимальным интервалом сюда стали прибывать другие самолёты с десантом и военной техникой. Затем десантники на своей боевой технике и на захваченных гражданских автомобилях уходили в глубь территории страны.
К 9:00 утра 21 августа в Брно десантниками были блокированы все дороги, мосты, выезды из города, здания радио и телевидения, телеграф, главпочтамт, административные здания города и области, типография, вокзалы, а также штабы воинских частей и предприятия военной промышленности. Командиров ЧНА просили сохранять спокойствие и соблюдать порядок. Спустя четыре часа после высадки первых групп десантников важнейшие объекты Праги и Брно оказались под контролем союзных войск. Основные усилия десантников направлялись на захват зданий ЦК КПЧ, правительства, министерства обороны и генерального штаба, а также здания радиостанции и телевидения. По заранее разработанному плану к основным административно-промышленным центрам ЧССР направлялись колонны войск. Соединения и части союзных войск размещались во всех крупных городах. Особое внимание уделялось охране западных границ ЧССР.
В 10 часов утра Дубчека, премьер-министра Олдржиха Черника, председателя национального собрания Йозефа Смрковского, членов ЦК КПЧ Йозефа Шпачека и Богумила Шимона, и главу Национального фронта Франтишека Кригеля вывели из здания ЦК КПЧ сотрудники КГБ и сотрудничавшие с ними сотрудники StB, которыми руководил заместитель министра внутренних дел Вильям Шалгович (глава МВД Йозеф Павел был сторонником Дубчека и политики Пражской весны, но не смог ничего предпринять, поскольку реальное управление осуществлял Шалгович). Затем на советских БТРах их вывезли на аэродром и доставили в Москву.
К концу дня 21 августа 24 дивизии стран Варшавского договора заняли основные объекты на территории Чехословакии. Войска СССР и его союзников заняли все пункты без применения оружия, так как чехословацкой армии было приказано не оказывать сопротивления.
Здание МВД в Праге было захвачено группой бойцов 7-го управления КГБ СССР, которой командовал будущий первый руководитель группы «А» Геннадий Зайцев.

### Действия КПЧ и населения страны
«Что делать нам с тобой, моя присяга,

Где взять слова, чтоб рассказать о том,

Как в сорок пятом нас встречала Прага

И как встречала в шестьдесят восьмом…»
В Праге протестующие граждане пытались воспрепятствовать движению войск и техники; были сбиты все указатели и таблички с названием улиц, в магазинах были спрятаны все карты Праги, тогда как у советских военных были лишь устаревшие карты времён Второй мировой войны.
В связи с этим с опозданием был установлен контроль над радио, телевидением и газетами. Просоветские руководители укрылись в посольстве СССР. Но их не удалось уговорить сформировать новое правительство и провести Пленум ЦК. Средства массовой информации уже успели объявить их предателями.
По призыву президента страны и Чешского радио граждане Чехословакии не оказывали вооружённого отпора войскам вторжения. Тем не менее повсеместно войска встречали пассивное сопротивление местного населения. Чехи и словаки отказывались предоставлять советским войскам питьё, продукты питания и топливо, меняли дорожные знаки для затруднения продвижения войск, выходили на улицы, пытались объяснить солдатам суть происходящих в Чехословакии событий, апеллировали к русско-чехословацкому братству. Граждане требовали вывода иностранных войск и возврата вывезенных в СССР руководителей партии и правительства. С призывами к вооружённому сопротивлению выступил находившийся в Вене философ-неомарксист Иван Свитак, являвшийся самым радикальным идеологом Пражской весны (при этом призыв Свитака к насильственным действиям был направлен прежде всего против своих — чехословацких партийных функционеров и сотрудников госбезопасности, поддержавших ввод иностранных войск).
Из письма Г. Бёлля Л. Копелеву:

Мы, ни о чём не догадываясь, приехали в Прагу вечером 20 августа, хотели как следует рассмотреть чешское чудо — и когда проснулись 21-го рано утром, тут-то и началось! Почему-то нам не было страшно, но это, разумеется, «действовало на нервы» — видеть доведённых до крайности чехов, а напротив них — бедных, невиноватых, таких же доведённых до крайности советских солдат! Это было безумие, и мы, конечно, все четыре дня думали, что вот-вот «начнётся» — это была дьявольски задуманная чистая война нервов между пражанами и советскими солдатами. Я не сбрасываю со счетов происшествие, во время которого погиб один человек, и все-таки должен сказать: обе противостоящие друг другу группы держались смело и человечно.

По инициативе Пражского городского комитета КПЧ досрочно на территории завода в Высочанах (район Праги) начались подпольные заседания XIV съезда КПЧ, правда, без делегатов из Словакии, не успевших прибыть. Представители консервативно настроенной группы делегатов на съезде не были избраны ни на один из руководящих постов в КПЧ.

## Переговоры в Москве
Советское руководство было вынуждено искать компромиссное решение. Вывезенные в СССР члены руководства ЦК КПЧ были доставлены в Москву. Президент Л. Свобода также прибыл в Москву вместе с Г. Гусаком, в тот момент являвшимся заместителем главы правительства.
24—27 августа 1968 года в Москве состоялись переговоры. Советские руководители стремились подписать с чехословацкими руководителями документ, в котором прежде всего оправдывался бы ввод войск как вынужденная мера по причине невыполнения обязательств чехословацкой стороны, принятых по итогам переговоров в Чиерне-над-Тисой и Братиславе, и неспособности предотвратить возможный государственный переворот «контрреволюционных сил». Также требовалось объявить решения съезда КПЧ в Высочанах недействительными и отложить созыв нового съезда партии. Переговоры проходили в обстановке нажима и скрытых угроз. Руководители Чехословакии заявляли, что ввод войск был неспровоцированным и неоправданным шагом, который повлечёт тяжёлые последствия, в том числе в международном плане. Такой же позиции придерживался и Г. Гусак, отметивший, что цели, которые ставили руководители СССР, можно было достичь другими, невоенными средствами.
Но в итоге А. Дубчек и его товарищи решились на подписание Московского протокола (подписать его отказался только Ф. Кригель), добившись лишь согласия с решениями январского и майского (1968 г.) Пленумов ЦК КПЧ и обещания вывести войска в будущем. Итогом переговоров стало совместное коммюнике, в котором сроки вывода войск ОВД ставились в зависимость от нормализации обстановки в ЧССР.

## Потери сторон

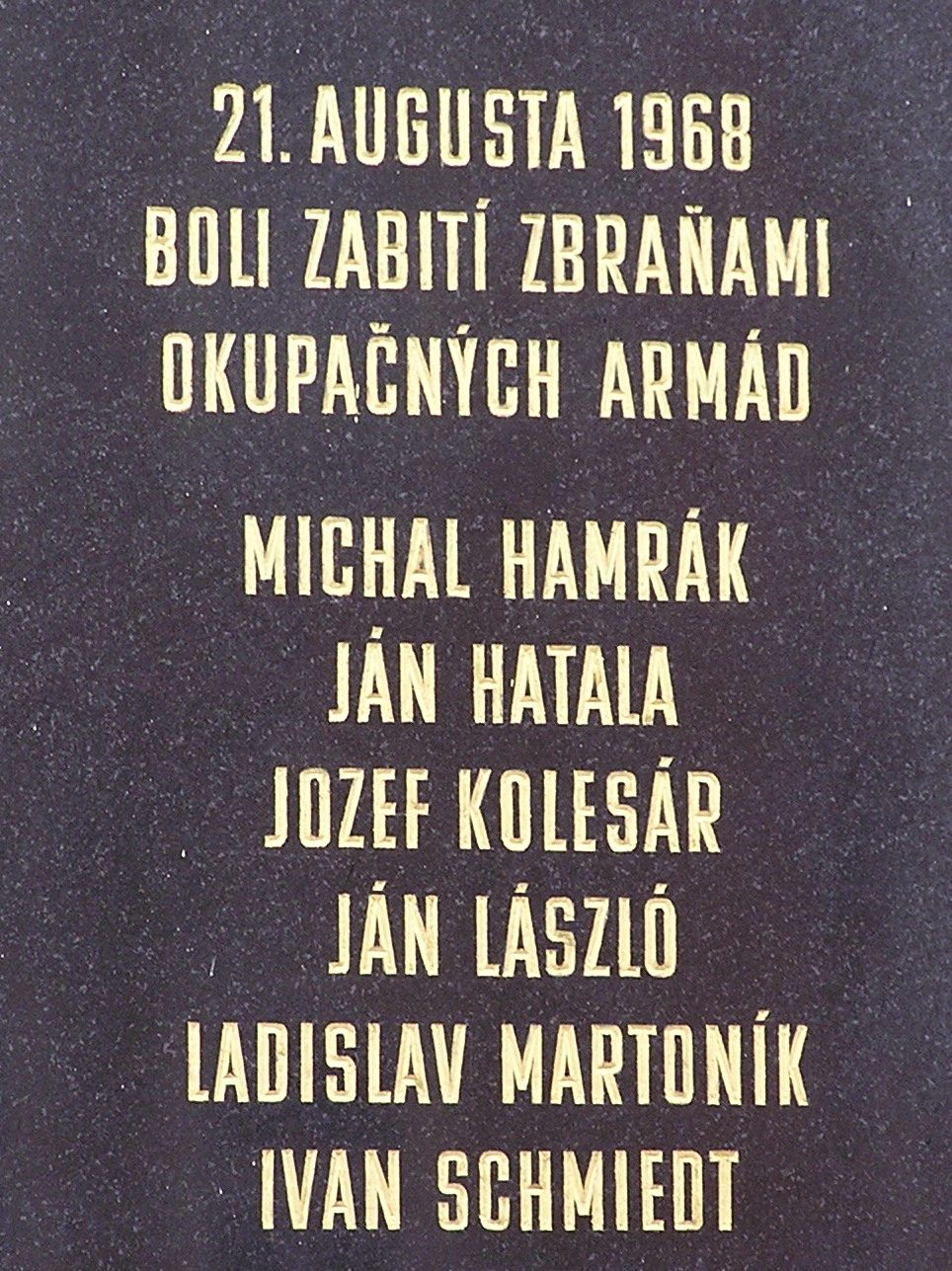
Мемориальная доска в Кошице, Словакия, с именами погибших

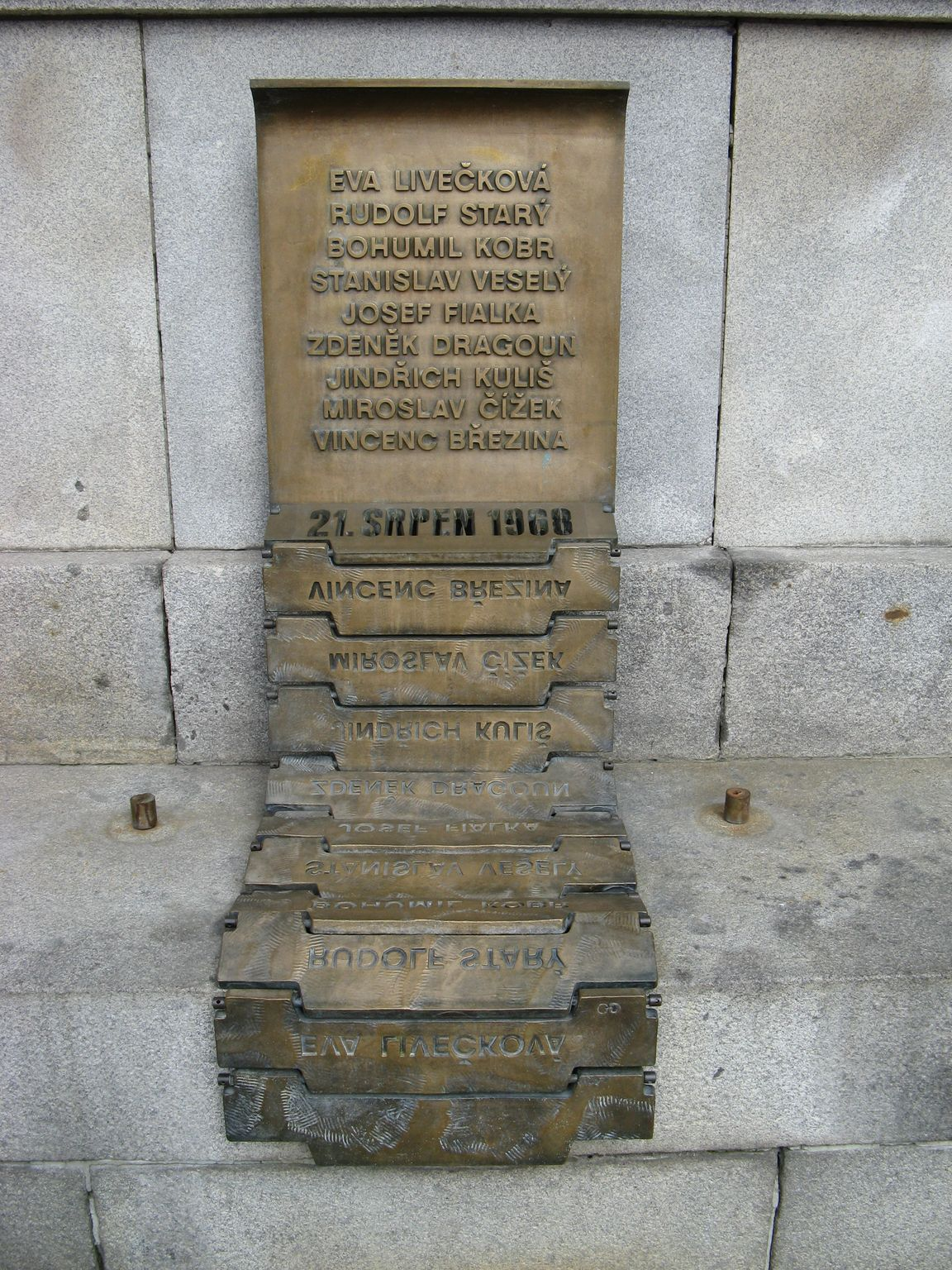
Памятник в Либереце, посвящённый событиям 1968 года

Боевые действия практически не велись. Имели место отдельные случаи нападения на военных, но в подавляющем большинстве жители Чехословакии не оказали сопротивления.
По современным данным, в ходе вторжения было убито 108 и ранено более 500 граждан Чехословакии, в подавляющем большинстве мирных жителей. Только в первый день вторжения было убито или смертельно ранено 58 человек.
Наибольшее число жертв среди мирных жителей было в Праге в районе здания Чешского радио. Там 21 августа погибло 16 человек. Возможно, часть жертв была незадокументирована. Так, свидетели сообщают о стрельбе советских солдат по толпе пражан на Вацлавской площади, в результате которой погибло и было ранено несколько человек, хотя данные об этом инциденте не вошли в отчёты Чехословацкой службы безопасности. Есть свидетельства о гибели мирных жителей, в том числе среди несовершеннолетних и лиц пожилого возраста, в Праге, Либерце, Брно, Кошице, Попраде и других городах Чехословакии в результате применения оружия советскими солдатами по причине многочисленных проявлений протеста со стороны толпы.
Всего с 21 августа по 20 сентября 1968 года боевые потери советских войск составили 12 человек погибшими и 25 ранеными и травмированными. Небоевые потери за этот же период — 84 погибших и умерших, 62 раненых и травмированных. Также в результате катастрофы вертолёта в районе г. Теплице погибли 2 советских корреспондента. Некоторые утверждают, что спасшийся пилот вертолёта, опасаясь, что ему придётся нести ответственность за аварию, выпустил по вертолёту несколько пуль из пистолета, а затем заявил, что вертолёт сбит ; эта версия некоторое время была официальной, и корреспонденты К. Непомнящий и А. Зворыкин фигурировали, в том числе и во внутренних материалах КГБ, в качестве жертв «контрреволюционеров».
26 августа 1968 года вблизи города Зволен (Чехословакия) потерпел катастрофу Ан-12 из состава тульского 374 ВТАП (к/к капитан Н. Набок). По утверждению лётчиков[каких?], самолёт с грузом (9 тонн сливочного масла) при заходе на посадку был обстрелян с земли из автомата на высоте 300 метров и в результате повреждения 4-го двигателя упал, не дотянув до ВПП несколько километров. Погибло 5 человек (сгорели заживо в возникшем пожаре), стрелок-радист выжил. По утверждениям чешских историков-архивистов, самолёт врезался в склон.
У населённого пункта Жандов в районе города Ческа-Липа группа граждан, перекрыв дорогу к мосту, затруднила движение советского танка Т-55 старшины Ю. И. Андреева, который на большой скорости догонял ушедшую вперёд колонну. Старшина принял решение свернуть с дороги, чтобы не подавить людей, и танк рухнул с моста вместе с экипажем. Погибли трое военнослужащих.
Потери СССР в технике точно не известны. В частях одной только 38-й армии за первые три дня на территории Словакии и Северной Моравии было сожжено 7 танков и бронетранспортёров.
Известны данные о безвозвратных потерях вооружённых сил других стран ОВД, участвовавших в операции: венгерская и болгарская армии потеряли по одному человеку погибшими (болгарский солдат был убит на посту неизвестными, при этом был похищен его автомат), польская — 10 человек погибшими.

## Кризис чехословацких беженцев
Как и в ходе подавления советскими войсками Венгерского восстания, во время подавления Пражской весны через чешско-австрийскую границу тут же в большом количестве хлынули беженцы, что привело к очередному гуманитарному кризису из трёх, которые Австрия пережила в XX веке (1956, 1968 и 1989 года).

## Дальнейшие события
В начале сентября войска были выведены из многих городов и населённых пунктов ЧССР в специально определённые места дислокации. Советские танки покинули Прагу 11 сентября 1968 года. 16 октября 1968 г. между правительствами СССР и ЧССР был подписан договор об условиях временного пребывания советских войск на территории Чехословакии, согласно которому часть советских войск оставалась на территории ЧССР «в целях обеспечения безопасности социалистического содружества». 17 октября 1968 г. начался поэтапный вывод части войск с территории Чехословакии, который завершился к середине ноября.
В 1969 году в Праге студенты Ян Палах и Ян Зайиц с интервалом в месяц совершили самосожжение в знак протеста против советской оккупации.
В результате ввода войск в ЧССР был прерван процесс политических и экономических реформ. На апрельском (1969 г.) пленуме ЦК КПЧ первым секретарём был избран Г. Гусак. Реформаторы были отстранены от должностей, начались репрессии. Страну покинуло несколько десятков тысяч человек, в том числе множество представителей культурной элиты страны. Период чехословацкой истории, последовавший за избранием Гусака лидером партии (и де-факто всей страны), известен как эпоха нормализации.
На территории Чехословакии советское военное присутствие сохранялось до 1991 года.

## Международная оценка ввода войск

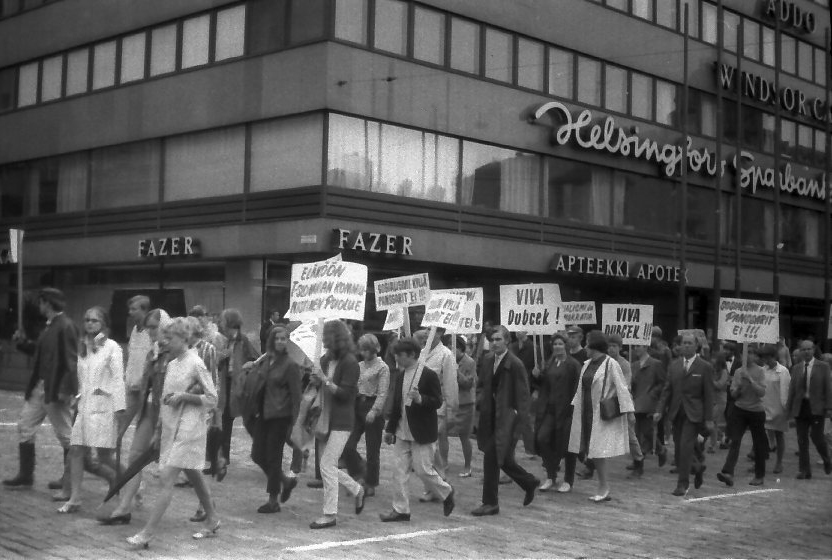
Демонстрация в Хельсинки против ввода войск ОВД в Чехословакию

21 августа представители группы стран (США, Великобритания, Франция, Канада, Дания и Парагвай) выступили в Совете Безопасности ООН с требованием вынести «чехословацкий вопрос» на заседание Генеральной Ассамблеи ООН. Представители Венгрии и СССР проголосовали против. Затем и представитель ЧССР потребовал снять этот вопрос с рассмотрения ООН. С осуждением военного вмешательства пяти государств выступили правительства четырёх социалистических стран — Югославии, Румынии, Албании (последняя в сентябре вышла из Организации Варшавского договора), КНР.

## Протесты в СССР
В Советском Союзе некоторые представители интеллигенции протестовали против ввода советских войск в Чехословакию. Евгений Евтушенко написал стихотворение протеста «Танки идут по Праге», которое распространялось в самиздате в СССР и Чехословакии. Иосиф Бродский же написал стихотворение-обращение «Генералу Z», по аналогии с «Письмом генералу X» Экзюпери.
В знак протеста против ввода советских войск в Чехословакию рабочий Василий Макух совершил акт самосожжения на Крещатике в Киеве.

### Демонстрация протеста 25 августа 1968 года в Москве

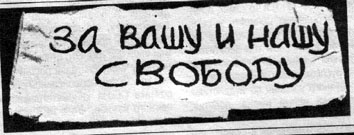
Плакат демонстрантов

В частности, на Красной площади прошла демонстрация 25 августа 1968 года в поддержку независимости Чехословакии. Восемь демонстрантов развернули плакаты с лозунгами: «Мы теряем лучших друзей!» «Ať žije svobodné a nezávislé Československo!» («Да здравствует свободная и независимая Чехословакия!»), «Позор оккупантам!», «Руки прочь от ЧССР!», «За вашу и нашу свободу!», «Свободу Дубчеку!».
Демонстрация была подавлена, лозунги были квалифицированы как клеветнические, демонстранты были осуждены.

### Митинг памяти Палаха
Демонстрация 25 августа не была единичным актом протеста против ввода советских войск в Чехословакию.
«Есть основания предполагать, что число этих случаев гораздо больше, чем удалось узнать», пишет Хроника, и приводит несколько примеров:

25 января 1969 г., в день похорон Яна Палаха, две студентки Московского университета вышли на площадь Маяковского с плакатом, на котором были написаны два лозунга: «Вечная память Яну Палаху» и «Свободу Чехословакии». Они простояли на площади, позади памятника Маяковскому, около 12 минут. Постепенно вокруг них начала собираться молчащая толпа. Затем к девушкам подошла группа молодых людей без повязок, назвавших себя дружинниками. Они отобрали и разорвали плакат, а студенток, посоветовавшись, отпустили.

### Листовки
21 августа в московских писательских домах на Аэропорте и в Зюзино, а также в общежитии МГУ на Ленинских горах появились листовки с протестом против пребывания союзных войск в ЧССР. Один из трёх текстов листовок подписан «Союз коммунаров».

### Заявления
20 августа 1969 г. группа диссидентов сделала следующее заявление:

21 августа прошлого года произошло трагическое событие: войска стран Варшавского пакта вторглись в дружественную Чехословакию.
Эта акция имела целью пресечь демократический путь развития, на который встала вся страна. Весь мир с надеждой следил за послеянварским развитием Чехословакии. Казалось, что идея социализма, опороченная в сталинскую эпоху, будет теперь реабилитирована. Танки стран Варшавского договора уничтожили эту надежду. В эту печальную годовщину мы заявляем, что мы по-прежнему не согласны с этим решением, которое ставит под угрозу будущее социализма.
Мы солидарны с народом Чехословакии, который хотел доказать, что социализм с человеческим лицом возможен.
Эти строки продиктованы болью за нашу родину, которую мы желаем видеть истинно великой, свободной и счастливой.
И мы твёрдо убеждены в том, что не может быть свободен и счастлив народ, угнетающий другие народы.
— Т. Баева, Ю. Вишневская, И. Габай, Н. Горбаневская, З. М. Григоренко, М. Джемилев, Н. Емелькина, С. Ковалёв, В. Красин, А. Левитин (Краснов), Л. Петровский, Л. Плющ, Г. Подъяпольский, Л. Терновский, И. Якир, П. Якир, А. Якобсон

## Возможные причины ввода войск

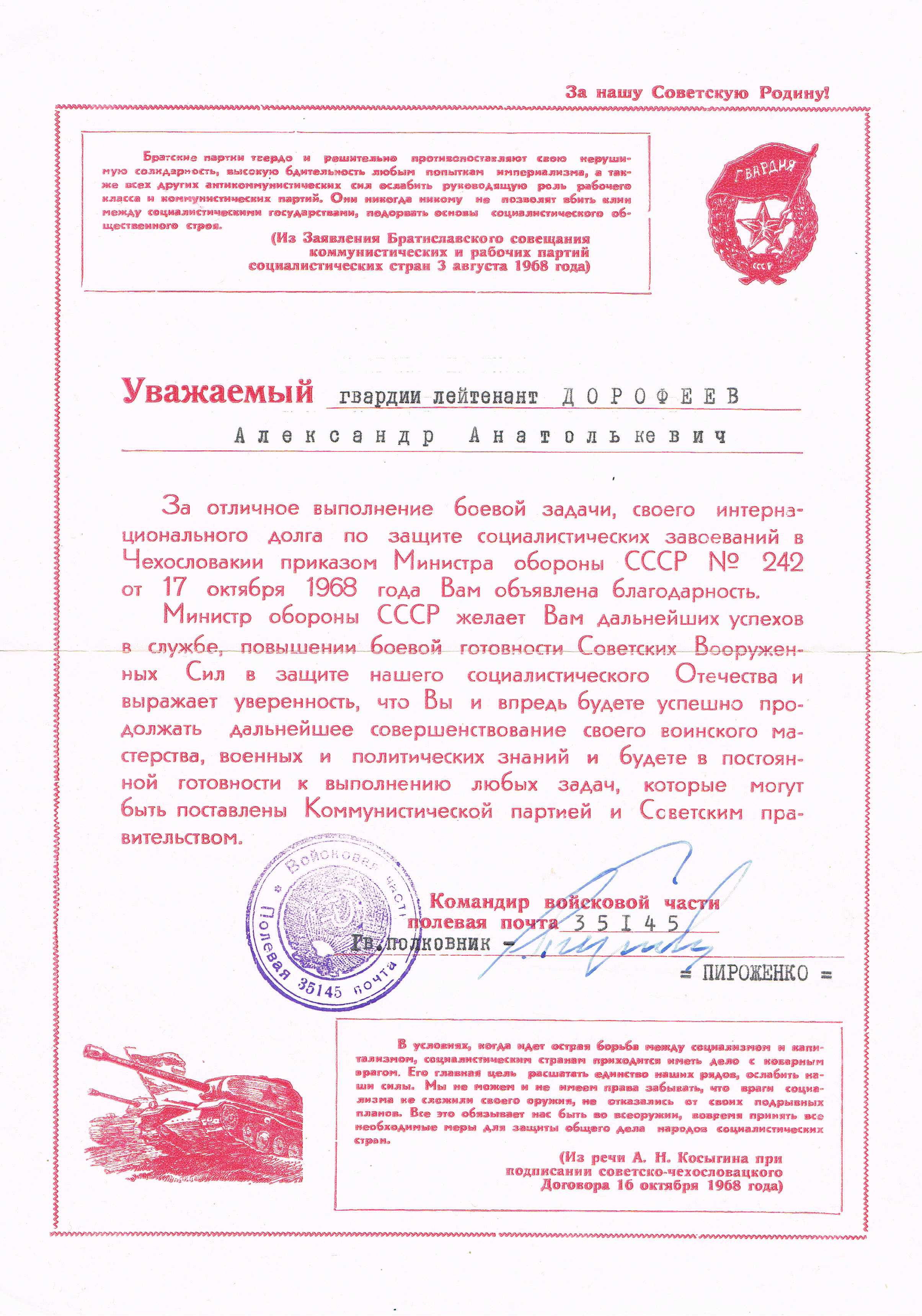
Благодарность Министра обороны СССР офицеру ГСВГ «за отличное выполнение боевой задачи и интернационального долга в Чехословакии»

По официальной версии ЦК КПСС и стран ОВД (кроме Румынии): правительство Чехословакии попросило союзников по военному блоку об оказании вооружённой помощи в борьбе с контрреволюционными группировками, которые при поддержке враждебных империалистических стран готовили государственный переворот с целью свержения социализма.
Геополитический аспект: СССР пресёк возможность со стороны стран-сателлитов пересмотра неравноправных межгосударственных взаимоотношений, обеспечивающих его гегемонию в Восточной Европе.
Военно-стратегический аспект: волюнтаризм Чехословакии во внешней политике в условиях «холодной войны» угрожал безопасности границы со странами НАТО; до 1968 года Чехословакия оставалась единственной страной ОВД, где не было военных баз СССР.
Идеологический аспект: идеи социализма «с человеческим лицом» подрывали представление об истинности марксизма-ленинизма, диктатуры пролетариата и руководящей роли коммунистической партии, что, в свою очередь, затронуло властные интересы партийной элиты.
Политический аспект: жёсткая расправа с демократическим волюнтаризмом[неизвестный термин] в Чехословакии давала членам Политбюро ЦК КПСС возможность, с одной стороны, расправиться с внутренней оппозицией, с другой — повысить свой авторитет, в третьих — предупредить нелояльность союзников и продемонстрировать военную мощь вероятным противникам.

## Последствия

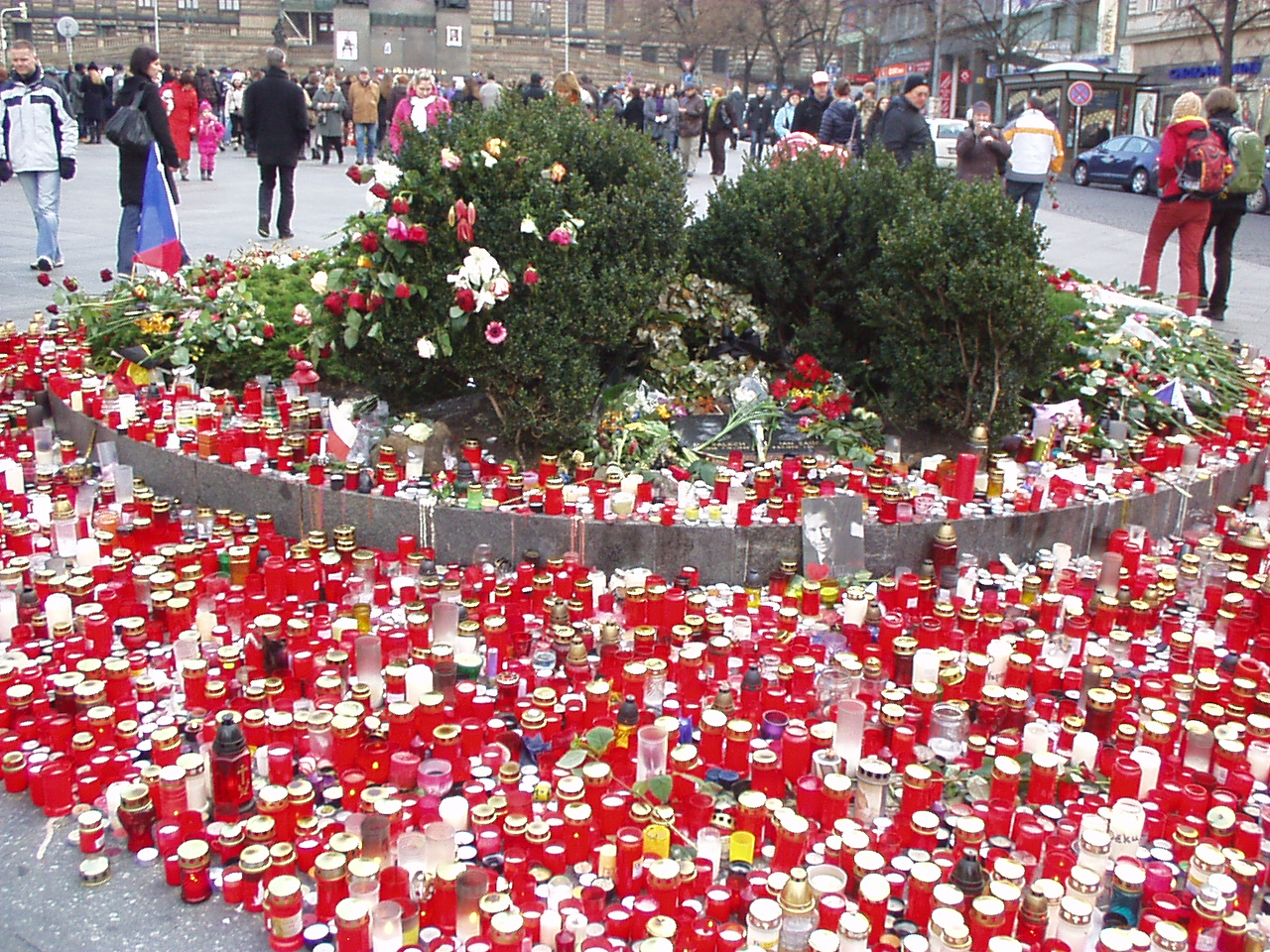
16 января 1969 Ян Палах совершил самосожжение на Вацлавской площади в Праге в знак протеста против оккупации Чехословакии

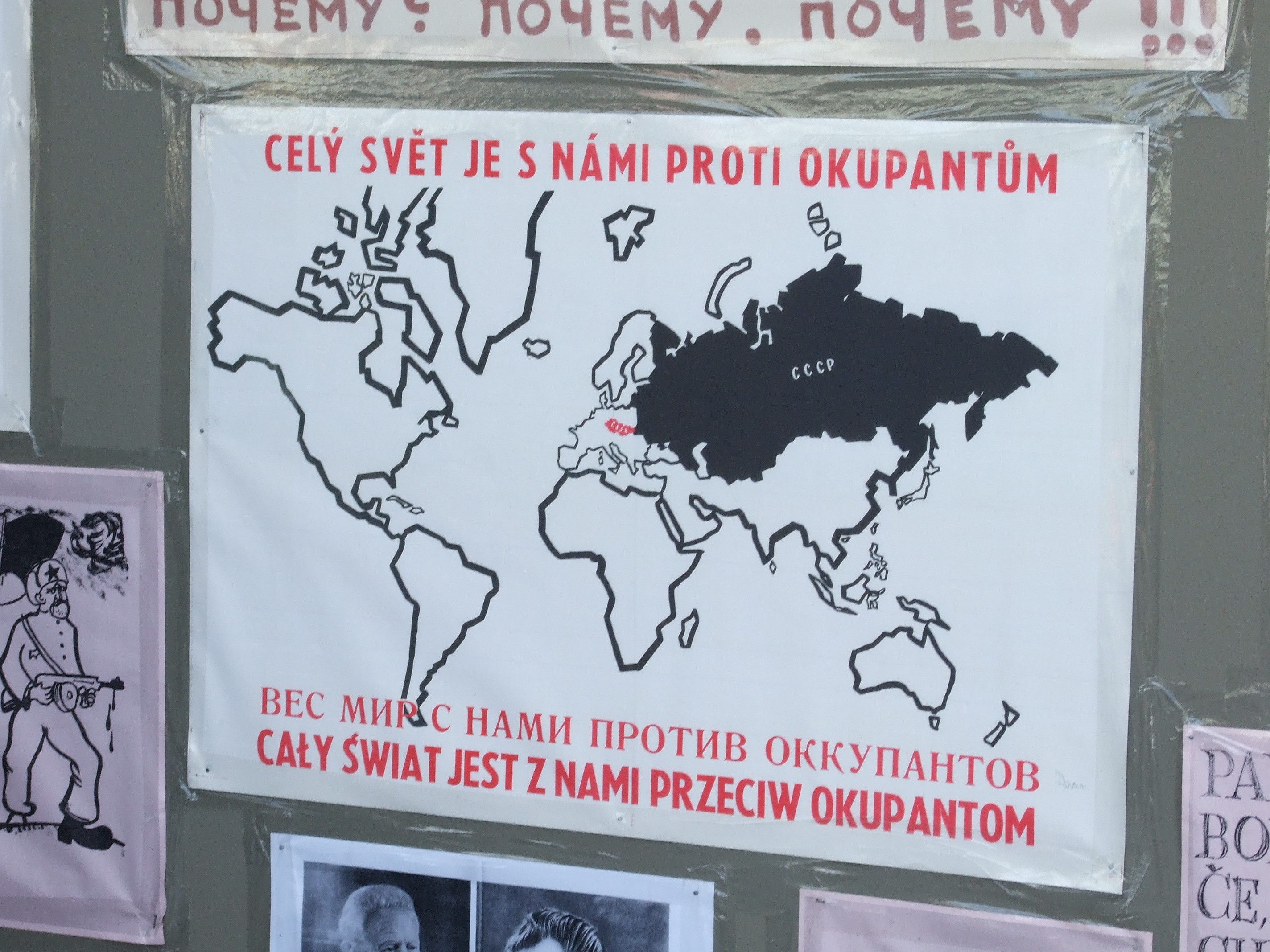
Современная (2008 год) реплика чехословацкого плаката 1968 года

В результате проведения операции «Дунай» Чехословакия осталась членом восточноевропейского социалистического блока. Советская группировка войск (до 130 тыс. чел.) оставалась в Чехословакии до 1991 года. Договор об условиях пребывания советских войск на территории Чехословакии стал одним из главных военно-политических итогов ввода войск пяти государств, удовлетворивших руководство СССР и ОВД.
Албания в результате вторжения вышла из Организации Варшавского договора.
Подавление Пражской весны усилило разочарование многих представителей западных левых кругов в теории марксизма-ленинизма и способствовало росту идей «еврокоммунизма» среди руководства и членов западных коммунистических партий — впоследствии приведшему к расколу во многих из них. Коммунистические партии Западной Европы утратили массовую поддержку, так как практически была показана невозможность «социализма с человеческим лицом».
22 августа 1969 года Президиумом Федерального собрания Чехословакии был принят так называемый «Закон дубинки», который ужесточал правила задержания демонстрантов. Диссиденты расценили это как одну из форм репрессий и «военное положение в миниатюре».
Милош Земан был исключён из компартии в 1970 году за несогласие с вводом в страну войск Варшавского договора.
Высказывается мнение, что операция «Дунай» усилила позиции США в Европе. Есть мнения (историк из США В. Кулски), что советское вмешательство в чехословацкие дела укрепило коммунистические режимы, так как показало, что СССР не остановится перед применением силы для защиты своих интересов, а его противникам нет смысла рассчитывать на вмешательство Запада в силу советско-американского ядерного паритета.
Парадоксальным образом силовая акция в Чехословакии в 1968 году ускорила приход в отношениях между Востоком и Западом периода так называемой «разрядки напряжённости», основанной на признании существовавшего в Европе территориального статус-кво и проведение Германией при канцлере Вилли Брандте так называемой «новой восточной политики».

## Официальное осуждение
После событий «Бархатной революции» в Чехословакии в ноябре 1989 года и ухода в отставку прежнего руководства ЦК КПЧ 5 декабря 1989 года было принято Заявление Советского правительства и совместное Заявление руководителей Болгарии, Венгрии, ГДР, Польши и СССР, в которых ввод войск в Чехословакию в 1968 г. квалифицировался как «неправомерный акт вмешательства во внутренние дела суверенной страны, акт, прервавший процесс демократического обновления ЧССР и имевший долговременные отрицательные последствия».
21 августа объявлен в Чехии Днём памяти жертв вторжения и последующей оккупации Чехословакии войсками государств Варшавского договора.

## В искусстве
- Запрещенный (фильм 2019) — ввод советских войск в Чехословакию упоминается главными героями фильма — украинскими диссидентами, свидетелями протестов против которого они были.
- Волны (фильм, 2024) — действие фильма происходит во время вторжения войск Варшавского договора в Чехословакию.

### Комментарии
1. ↑  Подразумеваются кризисы беженцев после начала подавления Венгерского восстания, подавления Пражской весны и после открытия границы ГДР и Австрии, когда через Австрию восточные немцы устремились в ФРГ.[55]

### Сноски
1. 1 2  Stolarik, M. Mark[англ.]. The Prague Spring and the Warsaw Pact Invasion of Czechoslovakia, 1968: Forty Years Later (англ.). — Bolchazy-Carducci Publishers, 2010. — P. 137—164. — ISBN 9780865167513.
2. 1 2 3  Kurlansky, Mark (2004). 1968: The Year that Rocked the World.
3. ↑  Soviet Foreign Policy Since World War II. Дата обращения: 13 декабря 2021. Архивировано 13 декабря 2021 года.
4. ↑  Conflicted Memories: Europeanizing Contemporary Histories / edited by Konrad H. Jarausch and Thomas Lindenberger. — New York: Berghahn Books, 2011. — P. 43. — ISBN 978-0-85745-167-5.
5. ↑  Back to the Business of Reform (англ.). Time (16 августа 1968). Дата обращения: 27 апреля 2010. Архивировано 2 октября 2015 года.
6. ↑  Rea, Kenneth W. Peking and the Brezhnev Doctrine (англ.) // Asian Affairs. — 1975. — Sep. - Oct. (vol. 3, no. 1). — P. 22.
7. ↑  A Look Back … The Prague Spring & the Soviet Invasion of Czechoslovakia. Архивная копия от 29 апреля 2017 на Wayback Machine. Central Intelligence Agency. Retrieved on 11 June 2016.
8. ↑  Finn, Peter. Archives illuminate prague spring, but public looks away (англ.). The Washington Post (21 августа 1998). Дата обращения: 21 августа 2021. Архивировано 27 августа 2017 года.
9. ↑  http://armada.vojenstvi.cz - Střední skupina sovětských vojsk v Československu. Дата обращения: 6 июня 2015. Архивировано 13 мая 2015 года.
10. ↑  Soviet Invasion of Czechoslovakia. Архивная копия от 11 января 2007 на Wayback Machine. Globalsecurity.org. Retrieved on 23 June 2011.
11. ↑  Invaze vojsk Varšavské smlouvy do Československa 21. srpna 1968. Архивная копия от 23 февраля 2018 на Wayback Machine. armyweb.cz. Retrieved on 11 June 2016.
12. ↑  Šatraj, Jaroslav. Operace Dunaj a oběti na straně okupantů. Страноведение России (Reálie Ruska). Západočeská univerzita v Plzni. Дата обращения: 17 ноября 2015. Архивировано из оригинала 8 января 2008 года.
13. ↑  Minařík, Pavel, Šrámek, Pavel. Čs. armáda po roce 1945. Vojenstvi.cz. Дата обращения: 17 ноября 2015. Архивировано 3 сентября 2017 года.
14. 1 2  Россия и СССР в войнах XX века: Статистическое исследование. — М.: ОЛМА-ПРЕСС, 2001. — С. 533.
15. 1 2  Skomra, Sławomir. Brali udział w inwazji na Czechosłowację. Kombatanci? (неопр.). Agora SA. Дата обращения: 21 сентября 2013. Архивировано 27 сентября 2013 года.
16. 1 2 3  Historici: Invaze 1968 se Sovětům opravdu povedla. Дата обращения: 22 февраля 2018. Архивировано 19 июня 2018 года.
17. 1 2  Георги ЛУКОВ. БЪЛГАРСКОТО ВОЕННО УЧАСТИЕ В ЧЕХОСЛОВАШКИТЕ СЪБИТИЯ 1968 г. Материалът е изнесен пред Юбилейна научна конференция по случай 50 год. ЦВА, В. Търново, 5 окт. 2001 г. Публ. в сб. «Армия, държава, общество» 2002 г.
18. ↑  August 1968 – Victims of the Occupation (англ.). Ústav pro studium totalitních režimů (2021). Дата обращения: 21 августа 2021. Архивировано 24 июня 2021 года.
19. 1 2 3  Советские потери 1968-го. Радио Прага (23 октября 2010). Дата обращения: 21 августа 2021. Архивировано 21 августа 2021 года.
20. 1 2 3  Вайль, П.. В августе 68-го. Российская газета (20 августа 2008). Дата обращения: 21 августа 2021. Архивировано 15 июня 2021 года.
21. ↑  Šnídl, Vladimír. Jak zemřeli vojáci armád při invazi '68: Bulhara zastřelili Češi, Sověti umírali na silnicích (чеш.). Hospodářské noviny. Economia, a.s. (20 августа 2010). Дата обращения: 21 августа 2021. Архивировано 21 августа 2021 года.
22. ↑  Warsaw Pact invasion of Czechoslovakia. Архивная копия от 26 октября 2016 на Wayback Machine. European Network Remembrance and Solidarity. Retrieved on 11 June 2016.
23. 1 2  Битвы России. Архивная копия от 4 октября 2012 на Wayback Machine Николай Шефов. Военно-историческая библиотека. М., 2002.
24. 1 2 3 4 5 6  Мусатов, В. Л. О «Пражской весне» 1968 года // Портал Pseudology.org. — 2011.
25. ↑  «Мы готовились ударить во фланг войскам НАТО». Интервью В. Володина с генерал-лейтенантом в отставке Альфредом Гапоненко. Время новостей, № 143 (8 августа 2008). Дата обращения: 21 августа 2021. Архивировано 13 октября 2010 года.
26. ↑  Ярёменко, 2002, с. 333.
27. ↑  Военная история Отечества с древних времен до наших дней : в 3 т. / Авдеев В. А. и др. ; под ред. Золотарёва В. А.; Ин-т военной истории М-ва обороны Российской Федерации. — М.: Мосгорархив, 1995. — Т. 3: Гл. 24-28. — С. 47. — 427 с. — ISBN 5-201-01088-1.
28. ↑  «Итоги» № 43 (907) от 28.10.2013. Дата обращения: 2 ноября 2013. Архивировано 22 июня 2016 года.
29. 1 2  www.school.edu.ru :: Ввод советских войск в Чехословакию. Август 1968. Воспоминания И.Г. Павловского. 1989. historydoc.edu.ru. Дата обращения: 11 февраля 2025.
30. ↑  Ярёменко, 2002, с. 336.
31. 1 2  Ярёменко, 2002, с. 337
32. ↑  Архивированная копия. Дата обращения: 9 октября 2012. Архивировано из оригинала 11 августа 2012 года. Состав группировки войск Варшавского Договора.
33. ↑  Оманд, 2022, с. 92.
34. ↑  Семёнов Н. П. Тревожная Прага: воспоминания советского вице-консула в Чехословакии: 1968—1972. — М.: Международные отношения, 2004. — С. 153.
35. ↑  Майоров А. М. Вторжение. Чехословакия, 1968: свидетельства командарма. — М.: Права человека, 1998. — С. 233. — ISBN 5-7712-0082-4.
36. ↑  Танковый Меч Страны Советов. Дроговоз Игорь Григорьевич. Издательство: АСТ, Харвест. Год издания: 2004. ISBN 985-13-2133-8
37. ↑  «Аварийная посадка»: с чего началось вторжение советских войск в Прагу | Новые Известия. Дата обращения: 22 августа 2018. Архивировано 22 августа 2018 года.
38. ↑  ArtOfWar. Интервью. Лев Горелов: Прага, 1968 г. Дата обращения: 17 октября 2011. Архивировано 16 октября 2011 года.
39. ↑  KDO BYL KDO v našich dějinách ve 20. století:František Kriegel. Архивная копия от 27 июля 2013 на Wayback Machine  (чешск.)
40. ↑  Франтишек Яноух. Франтишек Кригель. Архивная копия от 22 февраля 2014 на Wayback Machine (эссе)
41. ↑  Начало и конец пражской весны. Архивная копия от 23 февраля 2014 на Wayback Machine Глава из книги Роя Медведева «Неизвестный Андропов».
42. ↑  Тот, кто не подписал… Памяти Франтишека Кригеля. Архивная копия от 22 июня 2013 на Wayback Machine // РС/РСЕ, 30.08.2008
43. ↑  «Прости нас, Прага». Рассказывает Александр Дубчек. Архивная копия от 22 февраля 2014 на Wayback Machine Еженедельник «Секрет», № 43 (705).
44. ↑  Журнал «Родина» Геннадий Зайцев. Альфа — от А до Я 1 сентября 2019 г. Дата обращения: 12 сентября 2019. Архивировано 23 сентября 2019 года.
45. ↑  Photos: 50 Years Since a Soviet Invasion Ended the Prague Spring - The Atlantic. Дата обращения: 29 марта 2023. Архивировано 29 марта 2023 года.
46. ↑  Генрих Бёлль — Льву Копелеву и Раисе Орловой 21.09.1968. Архивная копия от 28 февраля 2014 на Wayback Machine
47. ↑  21. srpen 1968. Архивная копия от 26 августа 2008 на Wayback Machine (чешск.)
48. ↑  Historici: Obětí srpnové okupace je více. Архивная копия от 13 мая 2009 на Wayback Machine (чешск.)
49. ↑  Invaze vojsk si v roce 1968 vyžádala životy 108 Čechoslováků. Архивная копия от 13 мая 2009 на Wayback Machine (чешск.)
50. ↑  Петр Шида Инженер. Был обстрелян советскими военнослужащими в Либереце. Дата обращения: 9 апреля 2020. Архивировано 8 июня 2022 года.
51. ↑  Из справки КГБ ССР «О деятельности контрреволюционного подполья в Чехословакии». Дата обращения: 11 февраля 2013. Архивировано 6 февраля 2013 года.
52. ↑  Интервью ветерана ВОВ лётчика В. Ф. Рыбьянова (недоступная ссылка)
53. ↑  В пламени и славе. Очерки истории Краснознамённого Сибирского военного округа. / редколл., предс. Б. Е. Пьянков. 2-е изд., испр. и доп. Новосибирск, Новосибирское кн. изд-во, 1988. Стр. 302—303
54. ↑  Валерий Бердяев. Специальная пропаганда в период Чехословацкого кризиса. Политическое обеспечение операции «Дунай». Архивная копия от 27 февраля 2013 на Wayback Machine  (Дата обращения: 27 февраля 2013)
55. ↑  Gehler, Michael ; Bischof, Günter. Austrian Foreign Policy after World War II. Архивная копия от 29 марта 2023 на Wayback Machine. // Austrian Foreign Policy in Historical Context (Digital edition). — N.Y.: Routledge, 2017.
56. ↑  Пражская весна: взгляд через 40 лет. Дата обращения: 21 августа 2008. Архивировано 28 августа 2008 года.
57. ↑  Памяти Александра Дубчека. Права человека в России, 18 июня 2007
58. ↑  Шинкарев Л.И. Я это всё почти забыл… Опыт психологических очерков событий в Чехословакии в 1968 году. — М.: Собрание, 2008. — 447 с. — ISBN ISBN 978-5-9606-0062-0.
59. ↑  Письмо генералу Z. Дата обращения: 8 октября 2022. Архивировано 8 октября 2022 года.
60. ↑  http://psi.ece.jhu.edu/~kaplan/IRUSS/BUK/GBARC/pdfs/dis60/kgb68-5.pdf Архивная копия от 8 ноября 2017 на Wayback Machine О демонстрации на Красной площади 25августа 1968.Записка КГБ.
61. ↑  アーカイブされたコピー. Дата обращения: 17 июня 2007. Архивировано 12 октября 2007 года. Письмо Андропова в ЦК про демонстрацию.
62. ↑  http://www.memo.ru/history/DISS/chr/chr3.htm Архивная копия от 29 сентября 2012 на Wayback Machine Информация о демонстрации в бюллетене «Хроника текущих событий»
63. ↑  Вахтанг Кипиани. Нам стыдно, что наши танки в Праге. Архивная копия от 28 сентября 2007 на Wayback Machine «Киевские Ведомости».
64. ↑  Полный текст защитительной речи. Архивная копия от 28 сентября 2007 на Wayback Machine Л. Богораз на «процессе семерых», 1968 год. 07.04.2004 — Грани. Ру
65. ↑  Речь С. В. Калистратовой в защиту В. Делоне. http://www.memo.ru/library/books/sw/chapt49.htm Архивная копия от 25 сентября 2020 на Wayback Machine
66. ↑  Хроника Текущих Событий, выпуск 6, 28 февраля 1969 г., http://www.memo.ru/history/diss/chr/chr6.htm Архивная копия от 31 января 2011 на Wayback Machine
67. 1 2  Хроника Текущих Событий, выпуск 9 31 августа 1969 г., http://www.memo.ru/history/diss/chr/chr9.htm Архивная копия от 31 января 2011 на Wayback Machine
68. ↑  Заявление ТАСС о вступлении войск в Чехословакию — 1968 г. Дата обращения: 31 января 2011. Архивировано 14 мая 2012 года.
69. ↑  Предвестники 'бархатных' революций. 'Пражская весна' 1968 года: С. Кара-Мурза, С. Телегин, А. Александров, М. Мурашкин. На пороге 'оранжевой' революции. Дата обращения: 31 января 2011. Архивировано из оригинала 1 декабря 2010 года.
70. ↑  События в Чехословакии в 1968 г. Дата обращения: 31 января 2011. Архивировано 4 сентября 2011 года.
71. ↑  Я. Шимов Пражская весна: взгляд через 40 лет. Архивная копия от 25 февраля 2009 на Wayback Machine Radio Prague.
72. ↑  Info (Чехия): наши дубинки вместо чужих танков. Давайте взглянем исторической правде в глаза. Архивная копия от 25 августа 2019 на Wayback Machine (рус.)
73. ↑  Naše obušky místo cizích tanků. Podívejme se už historické pravdě do očí (недоступная ссылка) (чешск.)
74. ↑  Максим Калашников, Сергей Кугушев 1968 — Год великого перелома. Архивная копия от 5 июля 2008 на Wayback Machine Политический Интернет-журнал, 17.05.2008.
75. ↑  Цитата по: Бруз В. В. Организация Варшавского договора и чехословацкие события 1968 года: историографический аспект. // Военно-исторический журнал. — 2008. — № 8. — С.46-49.
76. ↑  Разрядка и новый виток напряженности СССР и страны мировой системы социализма в конце 60-70-х гг. Доктрина Брежнева. Дата обращения: 20 августа 2017. Архивировано 2 октября 2017 года.
77. ↑  Сенат Чехии одобрил закон об объявлении 21 августа Днем памяти жертв вторжения 1968 года. Дата обращения: 29 декабря 2019. Архивировано 29 января 2020 года.